# Lithium positronique
Le lithium positronique est une particule composite hypothétique instable constituée d'un positron et d'un atome de lithium, notée e+Li. Ce système a été étudié à partir des années 1970, donnant parfois des résultats contradictoires. L'existence d'un état lié est cependant démontrée, avec une énergie de liaison calculée de l'ordre de 0,002 Ha. La présence d'e+ lié à Li perturbe la distribution des électrons de ce dernier, de telle manière qu'il peut être décrit comme un ensemble Ps lié à un ion lithium Li+ : la distance moyenne du positron par rapport au noyau est de 9,97 Å, celle de l'électron de valence est de 9,11 contre 3,4 pour un simple atome Li,. Par ailleurs, l'affinité positronique du lithium est plus élevée que son affinité électronique (0,054 3 Ha contre 0,022 7).